# 北久保弘之
北久保 弘之（きたくぼ ひろゆき、1963年11月15日 - ）は、日本の男性アニメーション監督、アニメーター。東京都文京区出身。

## 経歴
中学卒業後、求人情報誌のアニメーターのアルバイト募集記事に応募。1979年、15歳でアニメ業界入りすると、テレビアニメ『機動戦士ガンダム』で動画デビューを果たす。中村プロダクション、ネオメディアを経てフリーになり、1982年にフリーアニメーター集団「スタジオMIN」を設立。
1985年、21歳の時に『くりぃむレモン』シリーズの一編「POP CHASER」で監督デビュー（名義は「佐倉大」）。
1987年、OVA『ブラックマジック M-66』で原作者の士郎正宗と共同監督を務める。同年、オムニバスOVA『ロボットカーニバル』の中の一作「明治からくり文明奇譚〜紅毛人襲来之巻〜」を監督。『PoP CHASER』の野村和史プロデューサーに企画を出してみないかと話を持ち掛けられ、発案者の一人となる。プロデューサー的な役割を担い、大友克洋や著名なアニメーターたちを企画に引き込んだ。
1991年、大友克洋（原作・脚本・メカニックデザイン）、江口寿史（キャラクター原案）という豪華スタッフが揃った『老人Z』で劇場作品を初監督。
1997年、テレビゲーム『攻殻機動隊 GHOST IN THE SHELL』でアニメーションパートを監督。セルとデジタルが融合した画期的な映像を生みだし、その高い演出力が話題を呼んだ。
2000年、日本のアニメのデジタル制作、2Dアニメの中で3DCGを活用する流れの発端となった『BLOOD THE LAST VAMPIRE』を監督。

## エピソード
元々かなり肥満的な体形が現在では痩せている。またパーマや腰ぐらいまで伸ばした長髪など極端に髪型も変えることが多い。BSアニメ夜話に出演していた時点の頃は、特に痩せており、首にかかるくらいの長髪であった。近年は帽子を被って登場することが多い。アニメーターの仕事では、最高4日と8時間寝ずに作業したことがあるという。2010年代は昔ほどではないが体形が再び肥満的になっている。2015年中頃以降は非公表のTVシリーズ製作参加のため、発言を自粛中とのこと。

## 監督作品

### 映画
- 老人Z（1991年、監督・絵コンテ）
- BLOOD THE LAST VAMPIRE（2000年、監督）

### OVA
- POPCHASER（1985年、原作・脚本・監督・キャラクターデザイン・作画監督・原画）
- ブラックマジック M-66（1987年、監督・構成・キャラクターデザイン）[4]
- 明治からくり文明奇譚〜紅毛人襲来之巻〜（オムニバス『ロボットカーニバル』収録）（1987年、監督・シナリオ・絵コンテ・演出・作画監督）
- ジョジョの奇妙な冒険（1993-1994年、監督・シナリオ・絵コンテ・演出）
- GOLDEN BOY さすらいのお勉強野郎（1995-1996年、監督・音響監督・脚本・絵コンテ・演出）

### ゲーム
- PlayStation「攻殻機動隊 GHOST IN THE SHELL」（1997年、ムービー・パート監督・脚本・絵コンテ・演出）[1]
- オンラインゲーム「ラグナロクオンライン」（2002年、オープニングムービー監督）

### CM
- 「マーフィーズ・アイリッシュスタウト（英語版）」[注 2]（1997年、監督）[11]

### ミュージック・ビデオ
- BOØWY「MARIONETTE」（1987年、アニメ・パート監督）
- 坂本真綾 「Feel Myself」(『グレープフルーツ』収録)　(1997年　実写　監督)
- Utada「Easy Breezy」（『FLUXIMATION』収録）（2006年、監督）[12]

## 参加作品

### テレビアニメ
1979年
- 機動戦士ガンダム（動画）
- サイボーグ009（新）（動画）
- ザ☆ウルトラマン（動画）
- 未来ロボ ダルタニアス（動画）

1980年
- ふたごのモンチッチ（動画）
- 宇宙戦士バルディオス（動画）
- 宇宙戦艦ヤマトIII（動画）

1981年
- 宇宙伝説ユリシーズ31（動画）・原画
- 最強ロボ ダイオージャ（動画）
- 百獣王ゴライオン（動画）
- ゴールドライタン（動画〈ノンクレジット〉）
- ワンワン三銃士（動画〈ノンクレジット〉）
- 太陽の牙ダグラム（動画）

1982年
- 戦闘メカ ザブングル（動画）・原画
- ゲームセンターあらし（動画・原画〈ノンクレジット〉）
- 魔境伝説アクロバンチ（動画）

1983年
- ストップ!! ひばりくん!（原画）
- 超時空要塞マクロス（原画）
- 機甲創世記モスピーダ（原画）
- うる星やつら（原画）
- プラレス3四郎（原画〈ノンクレジット〉）

1984年
- Gu-Guガンモ（原画）
- 星銃士ビスマルク（原画〈ノンクレジット〉）
- 世紀末救世主伝説 北斗の拳（原画〈ノンクレジット〉）

1987年
- きまぐれオレンジ☆ロード（原画）

1988年
- 鉄拳チンミ（絵コンテ）

2000年代
- ちょびっツ（2002年、OPアニメーション）
- 地球へ…（2007年、絵コンテ・演出・OP2アニメーション）
- 魔法遣いに大切なこと 〜夏のソラ〜（2008年、原画）

2010年代
- 世紀末オカルト学院（2010年、企画協力）
- 絶対防衛レヴィアタン（2013年、原画）
- 這いよれ! ニャル子さんW（2013年、ED2絵コンテ・演出・原画）
- 魔法少女大戦（2014年、絵コンテ)
- 白銀の意思 アルジェヴォルン（2014年、OP絵コンテ・演出）
- ルパン三世　(TV第4シリーズ)（2015年、原画）
- ルパン三世 イタリアン・ゲーム（2016年、原画）
- 逆転裁判 〜その「真実」、異議あり!〜（2016年、演出）
- 銀河英雄伝説 Die Neue These（2018年、演出）
- バビロン（2019年、演出）

2020年代
- 呪術廻戦 懐玉・玉折/渋谷事変（2023年、絵コンテ・演出）

### 映画
1980年代
- ドラえもん ぼく、桃太郎のなんなのさ（1981年、動画）
- うる星やつら オンリー・ユー（1981年、原画〈ノンクレジット〉）
- うる星やつら2 ビューティフル・ドリーマー（1984年、原画〈ノンクレジット〉）
- SF新世紀レンズマン（1984年、原画）
- 超時空要塞マクロス 愛・おぼえていますか（1984年、原画）
- 押井版ルパン三世（製作中止）（1985年、原画）
- うる星やつら3 リメンバー・マイ・ラブ（1985年、原画）
- Gu-Guガンモ（1985年、原画）
- 機動戦士ガンダム 逆襲のシャア（1988年、原画）
- AKIRA（1988年、原画）

1990年代
- 新世紀エヴァンゲリオン劇場版 Air/まごころを、君に（1997年、原画）

2020年代
- ドラゴンボール超 スーパーヒーロー（2022年、原画）

### OVA
1980年代
- 魔法の天使クリィミーマミ 永遠のワンスモア（1984年、原画）
- ドリームハンター麗夢スペシャルバージョン 惨夢、甦る死神博士（1985年、原画〈ノンクレジット〉）
- 天使のたまご（1985年、原画〈ノンクレジット〉）
- 憶病なヴィーナス（1986年、キャラクターデザイン）
- 超時空要塞マクロス Flash Back 2012（1987年、原画）
- 真魔神伝 バトルロイヤルハイスクール（1987年、原画）
- トップをねらえ!（1988年、原画）
- 機動警察パトレイバー（1988年、絵コンテ・演出・作画監督・原画・OPアニメーション）
- エンゼルコップ（1989年、構成・ストーリーボード）

1990年代
- 紅狼 HONG LANG（1993年、原画）

2000年代
- フリクリ（2000年、原画）
- TRAVA FIST PLANET（2001年、共同絵コンテ）
- 爆裂天使 -INFINITY-（2007年、原画）
- 天保異聞 妖奇士 奇士神曲（2007年、原画）

### Webアニメ
- 終末のワルキューレ（2021年、演出）

### パイロット版
- 王立宇宙軍パイロットフィルム（1985年、原画）
- CUTIE HONEYプレゼン用パイロットフィルム（2001年、演出）

## イラスト
- 笹本祐一「星のダンスを見においで」（1992 - 1993年、小説）
- 岡田斗司夫「オタク学入門」（1996年、エッセイ）

## 連載
- 「聴いて泣け」（アニメージュ）
- 「CARBONE HEARTS」（電撃アニメーションマガジン）[1]

## 受賞歴
『老人Z』
- 第46回毎日映画コンクール アニメーション映画賞[13]

『BLOOD THE LAST VAMPIRE』
- 第55回毎日映画コンクール 大藤信郎賞[14]
- 第4回 文化庁メディア芸術祭アニメーション部門 大賞
- 第15回高崎映画祭 特別賞
- 第6回アニメーション神戸 個人賞[15]